# Championnat de Curaçao de football 2017
Navigation
Saison précédente Saison suivante
La saison 2017 du Championnat de Curaçao de football est la septième édition de la Sekshon Pagá, le championnat de première division à Curaçao. Les dix meilleures équipes de l'île sont regroupées au sein d’une poule unique où elles s’affrontent au cours de plusieurs phases, avec des qualifications successives, jusqu'à la finale nationale. En fin de saison, le dernier du classement est relégué et remplacé par le champion de deuxième division.
C'est le RKSV Centro Dominguito, double tenant du titre, qui est à nouveau sacré cette saison après avoir battu le RKSV Scherpenheuvel en finale. Il s’agit du sixième titre de champion de Curaçao de l’histoire du club.

## Les clubs participants
- SV Hubentut Fortuna
- UD Banda Abou
- CSD Barber
- RKSV Centro Dominguito
- CRKSV Jong Holland
- RKSV Scherpenheuvel
- Inter Willemstad - Promu de Sekshon Amatùr
- VESTA Willemstad
- SV Victory Boys
- Sport Unie Brion-Trappers

## Compétition
Le barème utilisé pour établir le classement est le suivant :
- Victoire : 3 points
- Match nul : 1 point
- Défaite : 0 point

### Saison régulière
| Rang | Équipe                    | Pts | J  | G  | N | P  | Bp | Bc | Diff |
| ---- | ------------------------- | --- | -- | -- | - | -- | -- | -- | ---- |
| 1    | CRKSV Jong Holland        | 38  | 18 | 12 | 2 | 4  | 35 | 20 | +15  |
| 2    | VESTA Willemstad          | 34  | 18 | 10 | 4 | 4  | 33 | 23 | +10  |
| 3    | CSD Barber                | 30  | 18 | 9  | 3 | 6  | 33 | 31 | +2   |
| 4    | RKSV Centro DominguitoT   | 28  | 18 | 8  | 4 | 6  | 33 | 26 | +7   |
| 5    | RKSV Scherpenheuvel       | 24  | 18 | 6  | 6 | 6  | 17 | 17 | 0    |
| 6    | UD Banda Abou             | 22  | 18 | 5  | 7 | 6  | 30 | 28 | +2   |
| 7    | Inter WillemstadP         | 21  | 18 | 5  | 6 | 7  | 25 | 32 | -7   |
| 8    | SV Victory Boys           | 18  | 18 | 4  | 6 | 8  | 26 | 34 | -8   |
| 9    | SV Hubentut Fortuna       | 16  | 18 | 3  | 7 | 8  | 21 | 31 | -10  |
| 10   | Sport Unie Brion-Trappers | 15  | 18 | 4  | 3 | 11 | 19 | 30 | -11  |

|  | Qualification pour le Kaya 6                    |
|  | Relégation en Sekshon Amatùr                    |
|  | T : Tenant du titre P : Promu de Sekshon Amatùr |

### Kaya 6
| Rang | Équipe                  | Pts | J | G | N | P | Bp | Bc | Diff |  | Résultats (▼ dom., ► ext.) | Dom | Sch | Hol | Bar | Und | Wil |
| ---- | ----------------------- | --- | - | - | - | - | -- | -- | ---- |  | -------------------------- | --- | --- | --- | --- | --- | --- |
| 1    | RKSV Centro DominguitoT | 10  | 5 | 3 | 1 | 1 | 7  | 2  | +5   |  | RKSV Centro DominguitoT    |     | 2-0 |     |     |     | 0-1 |
| 2    | RKSV Scherpenheuvel     | 10  | 5 | 3 | 1 | 1 | 4  | 3  | +1   |  | RKSV Scherpenheuvel        |     |     | 1-0 | 1-0 | 1-1 |     |
| 3    | CRKSV Jong Holland      | 8   | 5 | 2 | 2 | 1 | 7  | 6  | +1   |  | CRKSV Jong Holland         | 1-1 |     |     |     | 1-0 | 1-0 |
| 4    | CSD Barber              | 7   | 5 | 2 | 1 | 2 | 10 | 7  | +3   |  | CSD Barber                 | 0-1 |     | 4-4 |     |     |     |
| 5    | UD Banda Abou           | 4   | 5 | 1 | 1 | 3 | 4  | 11 | -7   |  | UD Banda Abou              | 0-3 |     |     | 1-5 |     |     |
| 6    | VESTA Willemstad        | 3   | 5 | 1 | 0 | 4 | 2  | 5  | -3   |  | VESTA Willemstad           |     | 0-1 |     | 0-1 | 1-2 |     |

|  | Qualification pour le Kaya 4 |
|  | T : Tenant du titre          |

### Kaya 4
| Rang | Équipe                  | Pts | J | G | N | P | Bp | Bc | Diff |  | Résultats (▼ dom., ► ext.) | Dom | Sch | Hol | Bar |
| ---- | ----------------------- | --- | - | - | - | - | -- | -- | ---- |  | -------------------------- | --- | --- | --- | --- |
| 1    | RKSV Centro DominguitoT | 7   | 3 | 2 | 1 | 0 | 7  | 4  | +3   |  | RKSV Centro DominguitoT    |     | 1-1 |     | 3-1 |
| 2    | RKSV Scherpenheuvel     | 5   | 3 | 1 | 2 | 0 | 4  | 2  | +2   |  | RKSV Scherpenheuvel        |     |     | 1-1 |     |
| 3    | CRKSV Jong Holland      | 4   | 3 | 1 | 1 | 1 | 9  | 5  | +4   |  | CRKSV Jong Holland         | 2-3 |     |     | 6-1 |
| 4    | CSD Barber              | 0   | 3 | 0 | 0 | 3 | 2  | 11 | -9   |  | CSD Barber                 |     | 0-2 |     |     |

|  | Qualification pour la finale nationale |
|  | T : Tenant du titre                    |

### Finale nationale
| 17 septembre 2017 | RKSV Centro Dominguito | 2 - 0 | RKSV Scherpenheuvel | Ergilio Hato Stadion, Willemstad |  |
|                   |                        |       |                     |                                  |  |

## Bilan de la saison
| Championnat de Curaçao de football 2017             |                                   |
| Champion                                            | RKSV Centro Dominguito (6e titre) |
| Qualifications continentales                        |                                   |
| Championnat des clubs caribéens de la CONCACAF 2018 | RKSV Centro Dominguito            |
| Promotions et relégations                           |                                   |
| Promus en Sekshon Pagá                              | CRKSV Jong Colombia               |
| Relégués en Sekshon Amatùr                          | Sport Unie Brion-Trappers         |